# Казаков, Кирилл Владимирович
Кирилл Владимирович Казаков (бел. Кірыл Уладзі́міравіч Казакоў; 23 августа 1979, Могилёв, БССР) — белорусский журналист, с 2022 года главный редактор газеты «Минский курьер», автор более 50 документальных фильмов и журналистских расследований.

## Биография
Родился 23 августа 1979 года в городе Могилёве.
Окончил исторический факультет Могилёвского государственного университета имени Кулешова (1997—2003 годы), а также прошёл профессиональную переподготовку в Институте государственной службы Академии управления при Президенте Республики Беларусь по специальности «Международные отношения» (2008—2010).
Во время учёбы в МГУ имени Кулешова работал в телерадиокомпании «Могилёв» репортёром (1998—2001 годы). В 2001 году становится специальным корреспондентом Белтелерадиокомпании по Могилёвской области.
В 2002 году переехал в Минск и работать в Белтелерадиокомпании в программе «Зона Х» репортёром. В 2003 возглавил отдел криминальных новостей Агентства теленовостей Первого национального телеканала и стал руководителем программы «Зона Х». Под руководством Кирилла Казакова программа стала набирать популярность, и впоследствии стала самой рейтинговой программой на белорусском телевидении (в 2003 аудитория составила 209 тысяч человек). В утренних эфирах под руководством Казакова появилась рубрика, где в режиме реального времени транслировалась дорожная обстановка в городе — передача стала выходить в прямом эфире. В это же время создаёт ряд авторских специальных репортажей, журналистских расследований и документальных фильмов.
В 2011 году возглавил спутниковый телеканал «Беларусь-ТВ», входящий в состав Белтелерадиокомпании.
В 2012 вернулся в Агентство теленовостей БТРК в качестве главного директора структуры. Под его руководством в Агентстве теленовостей работает более 10 отделов, журналисты АТН создавали контент для телеканалов «Беларусь-1», «Беларусь-2», «Беларусь-3» и «Беларусь-24». В 2015 году стал генеральным продюсером Белтелерадиокомпании. Бывший генеральный директор «Столичного телевидения».
С 2022 года главный редактор газеты «Минский курьер».

## Работы
Авторские фильмы:
- 2005 — «Коррупция»
- 2005 — «Родом из глухомани»
- 2006 — «Была страна. Были деньги»
- 2007 — «Высокооктановый союз»
- 2007 — «Период полураспада: Россия, Украина, Беларусь» (цикл фильмов)
- 2009 — «Вне закона. Левый груз»
- 2011 — «Белслед в Космосе»
- 2013 — «Судьба гигантов»[7] (цикл фильмов, 1-й сезон)

## Награды
- 2005 — «Телевершина» в номинации «Лучший репортёр».[8][9]
- 2006 — Специальная премия Президента Республики Беларусь деятелям культуры и искусства. Указ № 3 от 04.01.2006 г.[10]
- 2013 — Гран-при «Телевершины» в номинации «Телевизионный проект года» за цикл фильмов Белтелерадиокомпании «Судьба гигантов», соавтор.[11][12]